# Hunt: Showdown
Hunt: Showdown es un videojuego de terror de disparos en primera persona desarrollado por Crytek para PlayStation 4, Xbox One y Microsoft Windows. El juego estaba originalmente en desarrollo en Crytek USA, que deseaba crear un sucesor espiritual a Darksiders, una serie de videojuegos desarrollada por su predecesor Vigil Games bajo el título Hunt: Horrors of the Gilded Age. Después del anuncio inicial en junio de 2014, Crytek USA fue cerrado debido a problemas financieros, y el desarrollo fue llevado a la sede de Crytek. El juego fue re-anunciado en mayo de 2017, bajo el nuevo título Hunt: Showdown.
El juego fue lanzado en Steam en formato de acceso anticipado el 22 de febrero de 2018. Posteriormente, se lanzó la versión final en Windows el 27 de agosto de 2019, y luego en Xbox One el 19 de septiembre del mismo año. El lanzamiento en PlayStation 4 se produjo el 18 de febrero de 2020.

## Desarrollo
Vigil Games, conocido por la serie Darksiders, fue cerrado por THQ en 2013 como parte de la bancarrota del mismo. Mientras que el fundador de Crytek, Cevat Yerli, había expresado su interés en licitar para el estudio (y porque Crytek ya estaba planeando establecer una filial en la ciudad), no sentía que sus productos encajaran con la estrategia empresarial de la misma empresa. Sin embargo, inmediatamente después de que Vigil fuera cerrado, Yerli llevó a David L. Adams a la cabeza de Vigil para dirigir el nuevo estudio, Crytek USA, citando las habilidades de liderazgo de Adams. A su vez, Crytek USA contrataría a muchos ex empleados de Vigil. Inicialmente se dijo que el nuevo estudio se centraría en el desarrollo de nuevos proyectos en lugar de buscar la recuperación de los derechos de sus propiedades anteriores. Sin embargo, el estudio intentó volver a ganar los derechos a los Darksiders, pero fueron adquiridos por los Juegos Nórdicos.
Hunt: Horrors of the Gilded Age fue anunciado en junio de 2014 como el primer juego de Crytek USA. Fue diseñado para ser un juego cooperativo; Adams recordó haber sido frecuentemente preguntado sobre la posibilidad de añadir una cooperativa a una futura entrega de Darksiders, y declaró que "Una de las primeras cosas que dijimos cuando llegamos aquí es que estamos haciendo absolutamente un juego de cuatro jugadores de co-op . El juego se establecerá a finales del siglo XIX, y contará con armas y clases que recuerdan a la época. En respuesta a las comparaciones con The Order: 1886, otro juego de terror de supervivencia en tercera persona del siglo XIX que fue presentado en el E3, Adams sostuvo que había pocas similitudes entre los juegos, señalando su enfoque en la cooperativa y argumentando que la representación de la Era en The Hunt era más "auténtico", a diferencia de la Orden, que él sentía era la "versión BioShock" de la época. Los jugadores serán capaces de personalizar sus personajes con diferentes habilidades y trajes; Adams dijo que "si quieres hacer Sherlock Holmes o un pistolero del Viejo Oeste, o un cazador de brujas de Europa del Este, tienes las opciones de disfraces, tienes las opciones de armas y tienes las opciones de habilidad".
Hunt también llevaría "una gran cantidad de ADN" de la serie Darksiders; Adams señaló que Hunt incorporaría "elementos de la vieja escuela" de su género de nuevas maneras (al igual que Darksiders, que citó a The Legend of Zelda como influencia), y presentan un gran número de criaturas y jefes diferentes como enemigos en contraste con " Juegos de tiro, que, en la opinión de Adán, sólo tendían a tener "tal vez una docena" de diferentes enemigos. Reconoció que su personal tenía experiencia de Darksiders en el diseño de un gran número de tipos de enemigos distintos-Adams solo diseñó 18 de los jefes en Darksiders II. Hunt también utilizará mapas y objetivos generados por procedimientos, de modo que no haya dos misiones iguales. La caza será construida encima de CryEngine; Adams comentó que la transición del motor personalizado desarrollado para Darksiders a CryEngine hizo la primera mirada inferior.
El 30 de julio de 2014, Crytek anunció que como parte de una reestructuración, el desarrollo de Hunt se cambiaría a Crytek, y Crytek USA dejaría de funcionar como un estudio sólo como proveedor de soporte basado en Estados Unidos para licenciatarios de CryEngine. Kotaku informó que gran parte del personal del estudio, incluyendo a David Adams, había dejado la compañía en respuesta a pagos atrasados de Crytek. Problemas similares habían sido experimentados por Crytek UK, que fue cerrado el mismo día con la venta de la franquicia Homefront a Koch Media.
El 16 de mayo de 2017 Crytek lanzó un teaser en YouTube anunciando que el juego todavía está en producción con un nuevo nombre Hunt: Showdown aún desarrollándose en el actualizado Motor Gráfico CryEngine V.